# 카리나 카푸르
카리나 카푸르(힌디어: करीना कपूर खान, 영어: Kareena Kapoor, 1980년 9월 21일 ~ )는 인도의 배우이다. 2007년 필름페어상 여우주연상 수상자이다.

## 출연 작품
- 세 얼간이
- 레프지(2000)
- 나, 할 말이 있어(2001)
- 야 데인(2001)
- 아쇼카(2001)
- 까삐꾸시 까비 깜(2001)
- 나랑 친구 할래? (2002)

## 같이 보기
- 인도 영화 배우 목록